# Секстет Сейферта
Секстет Сейферта — група галактик, що розташована на відстані близько 190 мільйонів світлових років у сузір'ї Змія. Група налічує шість членів, проте один із них є відокремленою частиною однієї з інших галактик. Гравітаційна взаємодія між цими галактиками простягається на мільйони світлових років. Зрештою, галактики ймовірно зіллються в одну велетенську еліптичну галактику.
Групу названо на честь американського астронома Карла Кінана Сейферта, який вперше спостерігав її 1951 року.
| Name      | Тип          | Відстань від сонця (мільйони св. років) | Видима зоряна величина |
| --------- | ------------ | --------------------------------------- | ---------------------- |
| NGC 6027  | S0 pec.      | ~190                                    | +14,7                  |
| NGC 6027A | S0 pec.      | ~190                                    | +15,4                  |
| NGC 6027B | SAa pec.     | ~190                                    | +15,4                  |
| NGC 6027C | SB(S)c       | ~190                                    | +16                    |
| NGC 6027D | SB(S)bc pec. | ~190                                    | +15,6                  |
| NGC 6027E | SB0 pec.     | ~190                                    | +16,5                  |